# Miota breviscapa
Miota breviscapa is een vliesvleugelig insect uit de familie van de Diapriidae. De wetenschappelijke naam van de soort is voor het eerst geldig gepubliceerd in 1998 door Wall.